# برادر (فیلم ۲۰۱۳)
برادر (انگلیسی: Brother) (به هندی: Bhai) فیلم هندی کمدی اکشن تلوگو-زبان، تولید سال ۲۰۱۳ است که توسط ویرابادرام چودری با همکاری ریلاینس انترتینمنت کارگردانی شده‌است و تهیه کنندگی آن بر عهده آکینی ناگرجونا تحت نظر آناپورنا استودیوز بوده‌است. بازیگران اصلی فیلم آکینی ناگرجونا و ریچا گانگوپادیای هستند، موسیقی فیلم توسط دوی سری پراسادا ساخته شده‌است.